# Anne Courtillé
Anne Courtillé, née le 2 octobre 1943 en Algérie française et morte le 11 mai 2015  à Clermont-Ferrand, est une historienne de l'art et écrivaine française .

## Biographie
Elle a été professeur d'histoire de l'art du Moyen Âge à l'université Blaise-Pascal de Clermont-Ferrand, ainsi que conseillère municipale de Clermont-Ferrand et conseillère régionale d'Auvergne.
Elle est connue pour ses romans historiques autant que pour ses ouvrages sur les édifices religieux d'Auvergne.

## Œuvres
Liste non-exhaustive.

### Ouvrages de recherches
- Les Peintures murales de style gothique en Auvergne, Clermont-Ferrand, Éditions de Bussac, coll. « Le Touriste en Auvergne », 1975, 304 p. (BNF 34704295)
- La Cathédrale de Clermont, Le Puy-en-Velay, Éditions Créer, coll. « Les cathédrales de France », 1994, 239 p. (ISBN 978-2-902894-94-9, BNF 35771206)
- Auvergne, Bourbonnais, Velay gothiques : les édifices religieux, Paris, Éditions A. et J. Picard, coll. « Les monuments de la France gothique », 2002, 453 p. (ISBN 978-2-7084-0683-4, BNF 38922557)
- Marie en Auvergne, Bourbonnais et Velay, Sayat, Éditions De Borée, 1997, 280 p. (ISBN 978-2-908592-56-6, BNF 39041473)
- Lavaudieu : les trésors d’une abbaye, Le Puy-en-Velay, Éditions Créer, 2009, 125 p. (ISBN 978-2-84819-103-4, BNF 42046182)
- « Vers une nouvelle datation des peintures de l'église Saint-André de Lavaudieu », Almanach de Brioude, Brioude,‎ 1981

### Romans
- Les Dames de Clermont  (préf. Régine Pernoud), t. 1, Paris, Presses de la Cité, coll. « Terres de France », 1993, 397 p. (ISBN 978-2-258-10386-3, BNF 43607227) — réédité en 1994  (ISBN 2-258-03734-4) puis en 1995 chez Pocket, coll « Pocket Roman » (no 4283)  (ISBN 978-2-266-06365-4)
- Florine, Les Dames de Clermont, t. 2, Paris, Presses de la Cité, 1994, 356 p. (ISBN 978-2-258-00052-0, BNF 34578942) — réédité en 1996 chez Pocket, coll « Pocket Roman » (no 10064)  (ISBN 978-2-266-07026-3)
- Dieu le veult : roman, Paris, Presses de la Cité, 1995, 349 p. (ISBN 978-2-258-03914-8, BNF 35786428)
- Les Messieurs de Clermont : roman, Paris, Presses de la Cité, 1997, 381 p. (ISBN 978-2-258-04017-5, BNF 35867699) — réédité en 1999 chez Pocket, coll « Pocket Roman » (no 10392)  (ISBN 978-2-266-08093-4)
- L’Arbre des dames, Paris, Presses de la Cité, coll. « Terres de France », 1999, 428 p. (ISBN 978-2-258-04836-2, BNF 37044594) — réédité en 2001 chez Pocket, coll « Pocket Roman » (no 11093)  (ISBN 978-2-266-10478-4)
- Le Secret du chat-huant, Paris, Presses de la Cité, coll. « Terres de France », 2001, 420 p. (ISBN 978-2-258-05233-8, BNF 37631690)
- Le Mosaïste de Constantinople, Paris, Presses de la Cité, coll. « Sud lointain », 2004, 438 p. (ISBN 978-2-258-06231-3, BNF 39173032)
- L’Orfèvre de Saint-Séverin, Paris, Presses de la Cité, coll. « Terres de France », 2006, 532 p. (ISBN 978-2-258-06693-9, BNF 40161467)
- La Chambre aux pipistrelles, Paris, Presses de la Cité, coll. « Terres de France », 2008, 543 p. (ISBN 978-2-258-07421-7, BNF 41338137) — réédité en 2010 chez Pocket, coll « Pocket Roman » (no 14168)  (ISBN 978-2-266-19648-2)
- La Tentation d’Isabeau, Paris, Calmann-Lévy, coll. « France de toujours et d’aujourd’hui », 2010, 364 p. (ISBN 978-2-7021-4132-8, BNF 42257432)
- Le comte Drago et la comtesse Braya : Petit divertissement autour de la vie politique clermontoise, Nonette, Édicentre, 2010, 61 p. (ISBN 978-2-906868-38-0, BNF 42286754)
- Retour à Bellemaison, Paris, Presses de la Cité, coll. « Romans Terres de France », 2011, 295 p. (ISBN 978-2-258-08043-0, BNF 42688006)
- Le Gaucher du diable, Paris, Calmann-Lévy, coll. « France de toujours et d’aujourd’hui », 2012, 348 p. (ISBN 978-2-7021-4379-7, BNF 42738725)